# Руфіно

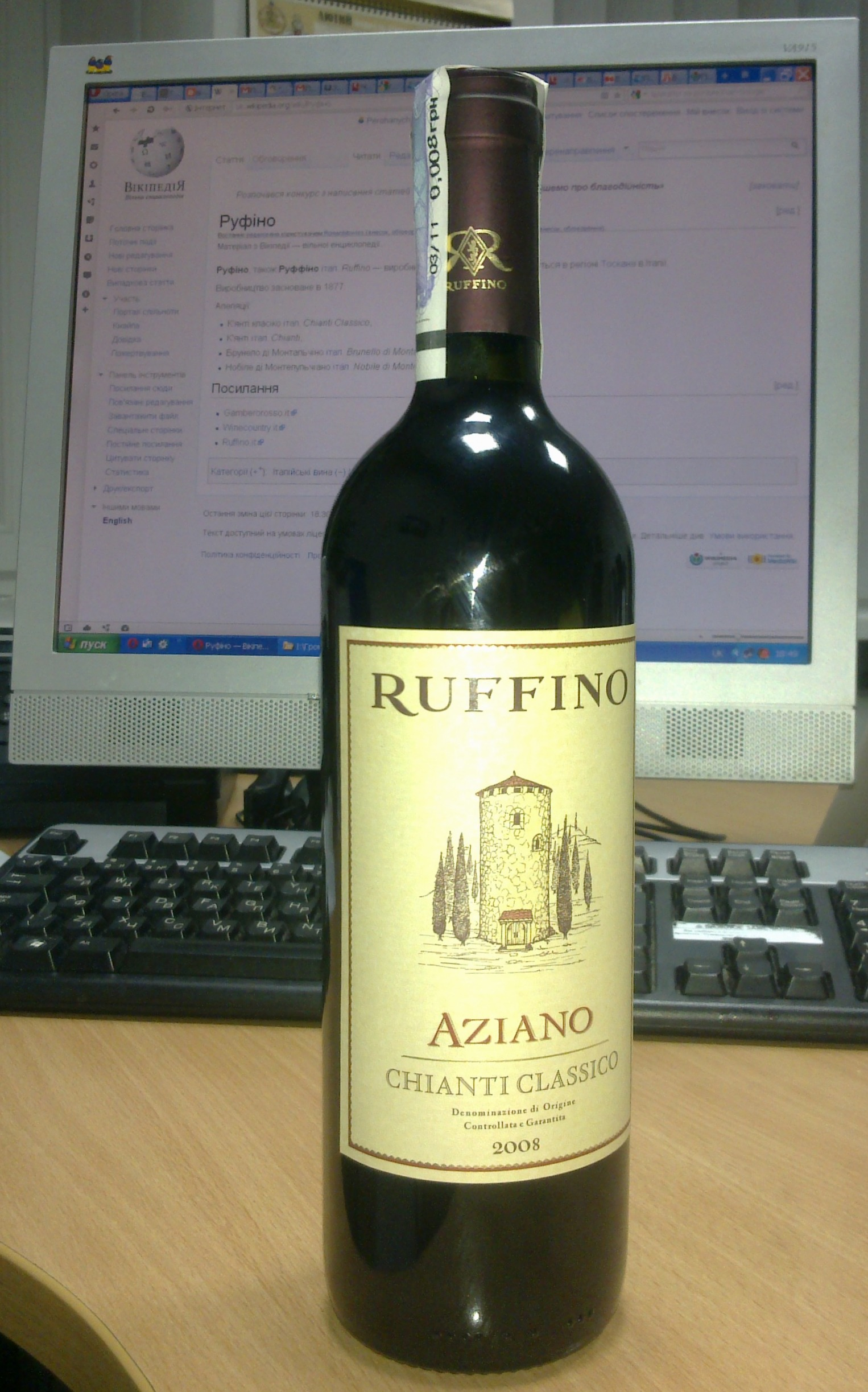
К'янті класіко урожаю 2008

Руфіно, також Руффіно італ. Ruffino — виробник високоякісних вин, що базується в регіоні Тоскана в Італії.
Виробництво засноване в 1877 році.
Апеляції:
- К'янті класіко італ. Chianti Classico,
- К'янті італ. Chianti,
- Брунело ді Монтальчіно італ. Brunello di Montalcino,
- Нобіле ді Монтепульчіано італ. Nobile di Montepulciano та інші.